# Чанъэ-1
Чанъэ́-1 (кит. трад. 嫦娥一號, упр. 嫦娥一号, пиньинь Cháng'é yī hào, палл. Чанъэ и-хао) — китайская автоматическая межпланетная станция (АМС), названная в честь богини Чанъэ из китайской мифологии. Запущена 24 октября 2007 г.

## Хронология
Ход полёта АМС «Чанъэ-1» и связанных событий:
- 31 октября 2007 года включением двигателя АМС «Чанъэ-1» выведена на переходную орбиту от Земли к Луне.
- 5 ноября 2007 года АМС «Чанъэ-1» захвачена силой притяжения Луны.
- 7 ноября 2007 года АМС «Чанъэ-1» стала искусственным спутником Луны.
- 26 ноября 2007 года в 9:40 (пекинское время) АМС «Чанъэ-1» передала с орбиты вокруг Луны песню «Ода Родине», отрывок речи, а агентство «Синьхуа» выпустило в свет первое переданное этой станцией изображение поверхности Луны.
- 31 января 2008 года Комиссия по науке, технологии и промышленности для обороны официально выпустила в свет заснятое АМС «Чанъэ-1» изображение полярного района Луны.

## Задачи
Аппарат выполнил несколько задач:
- Построение трёхмерной топографической карты Луны — для научных целей и для определения места посадок будущих аппаратов.
- Составление карт распределения химических элементов типа титана и железа. Необходимы для оценки возможности промышленной разработки месторождений.
- Оценка глубинного распределения элементов с помощью микроволнового излучения — поможет уточнить, как распределяется гелий-3, и велико ли его содержание.
- Изучение среды между Землёй и Луной, например, «хвостовой» области магнитосферы Земли, плазмы в солнечном ветре и т. д.

Запуск «Чанъэ-1» — первая ступень китайской программы исследования Луны, предусматривающей изучение Луны с помощью роботов, полётов космонавтов и строительство лунной базы. Задачей «Чанъэ-1» являлся облёт Луны и сбор данных для составления цифровой модели её рельефа. Расходы этого этапа составили 150—180 млн долл.

## Перспективы
В перспективе КНР планирует разрабатывать лунные запасы железа и гелия-3, рассматриваемого в качестве термоядерного топлива.
В целом, в лунной программе Китая намечена целая серия заметных событий. Из них уже состоялись запуск спутника на орбиту Луны с составлением её подробной карты и запуск дистанционно управляемого лунохода «Юйту» в 2013 году.
Далее, в 2015 году планируется облёт Луны с возвращением ракеты на Землю, а к 2017 году — доставка образцов лунного грунта (перенесена на 2019 год). К 2025 году была запланирована не только высадка китайского гражданина на лунную поверхность, но и строительство производственных мощностей по переработке гелия-3, но скорее всего это произойдёт не ранее 2030-х годов.

## Результаты
С помощью «Чанъэ-1» был проведен ряд научных экспериментов, на Землю была передана информация общим объёмом 1,37 терабайта, что позволило впервые создать полную объемную карту Луны.

## Завершение работы
Миссия «Чанъэ-1» была завершена 1 марта 2009 года около 16:13 (пекинское время), когда было осуществлено точно контролируемое китайским центром управления полётами столкновение с поверхностью Луны в Море Изобилия — районе с координатами 1,50° ю.ш., 52,36° в.д..